# Nops toballus
Nops toballus là một loài nhện trong họ Caponiidae.
Loài này thuộc chi Nops. Nops toballus được Arthur M. Chickering miêu tả năm 1967.